# Улица Пелгуранна
У́лица Пе́лгуранна  (эст. Pelguranna tänav) — улица в Таллине, столице Эстонии. 

## География
Пролегает в микрорайонах Копли и Пельгуранна городского района Пыхья-Таллинн. Начинается от перекрёстка улиц Копли и Сыле на границе микрорайонов Пелгуранна и Копли, проходит у парка Копли, затем вдоль пляжа Штромка (справа) и лесопарка Мериметс (слева), пересекается в бульваром Колде, далее идёт до конца пляжного парка Строоми и заканчивается недалеко от нижнего Коплиского маяка, переходя в прибрежный променад Рокка-аль-Маре.
Протяжённость — 2346 м.

## История
Своё название улица получила 31 июля 1959 года. Отрезок улицы Пелгуранна, проходящий до Палдиского шоссе, 25 июня 2014 года был выделен в отдельную улицу и получил название улица Лахепеа (эст. Lahepea tänav).

## Застройка
Строения вдоль улицы, сохранившиеся до настоящего времени, начали возводить в начале 1950-х годов. Современная застройка состоит в основном из жилых домов, построенных в советское время — это 4–5-этажные дома и один 14-этажный (дом 59 из красного кирпича, построен в 1987 году). 
Пляжное здание Строоми (дом 58) было построено в 1998 году. В декабре 2019 года начался архитектурный конкурс на проект нового пляжного здания. В мае 2020 года восемь конкурсных работ были отправлены на оценку жюри.  

Улица Пелгуранна
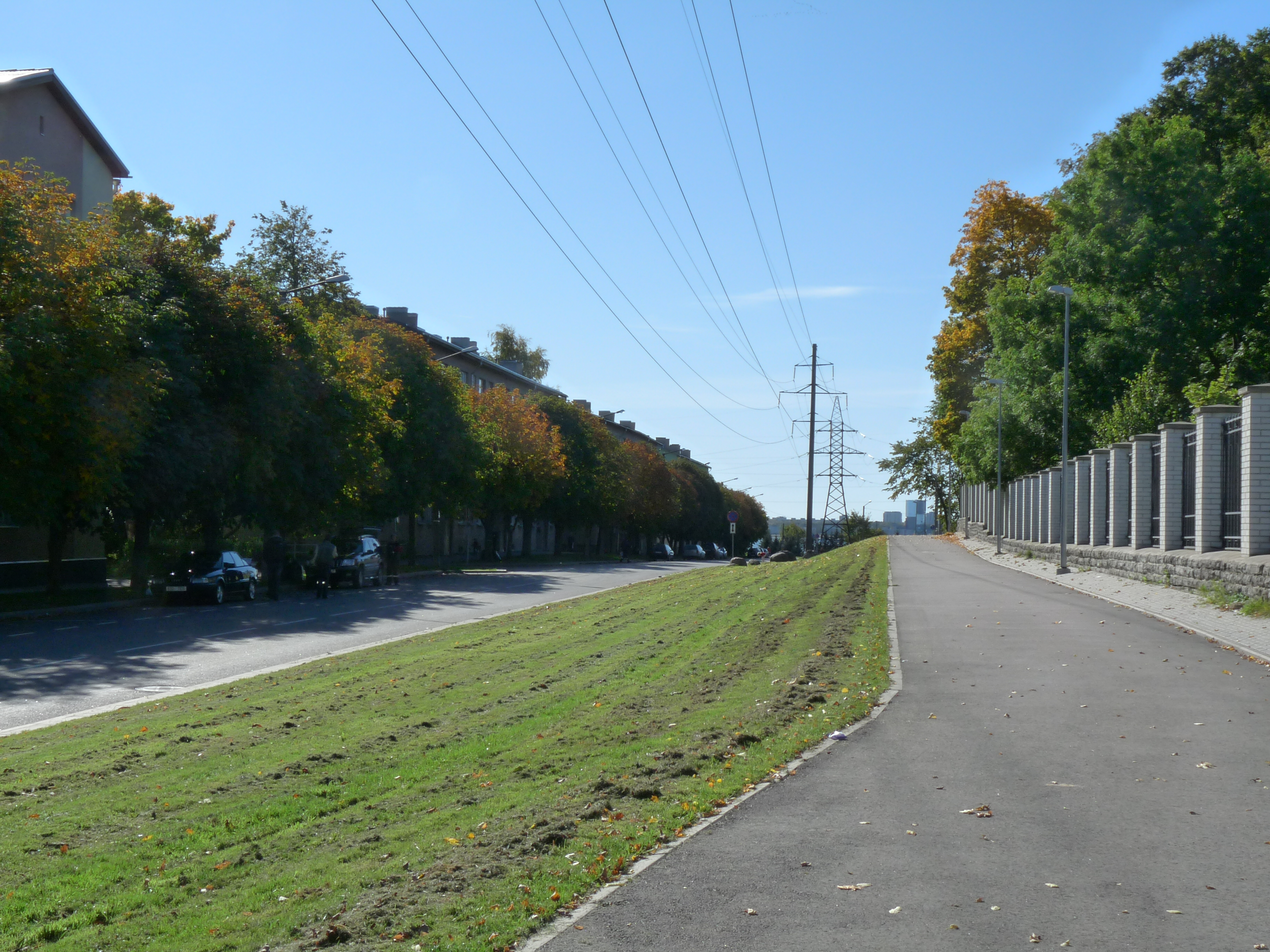
Улица возле парка Копли (справа)
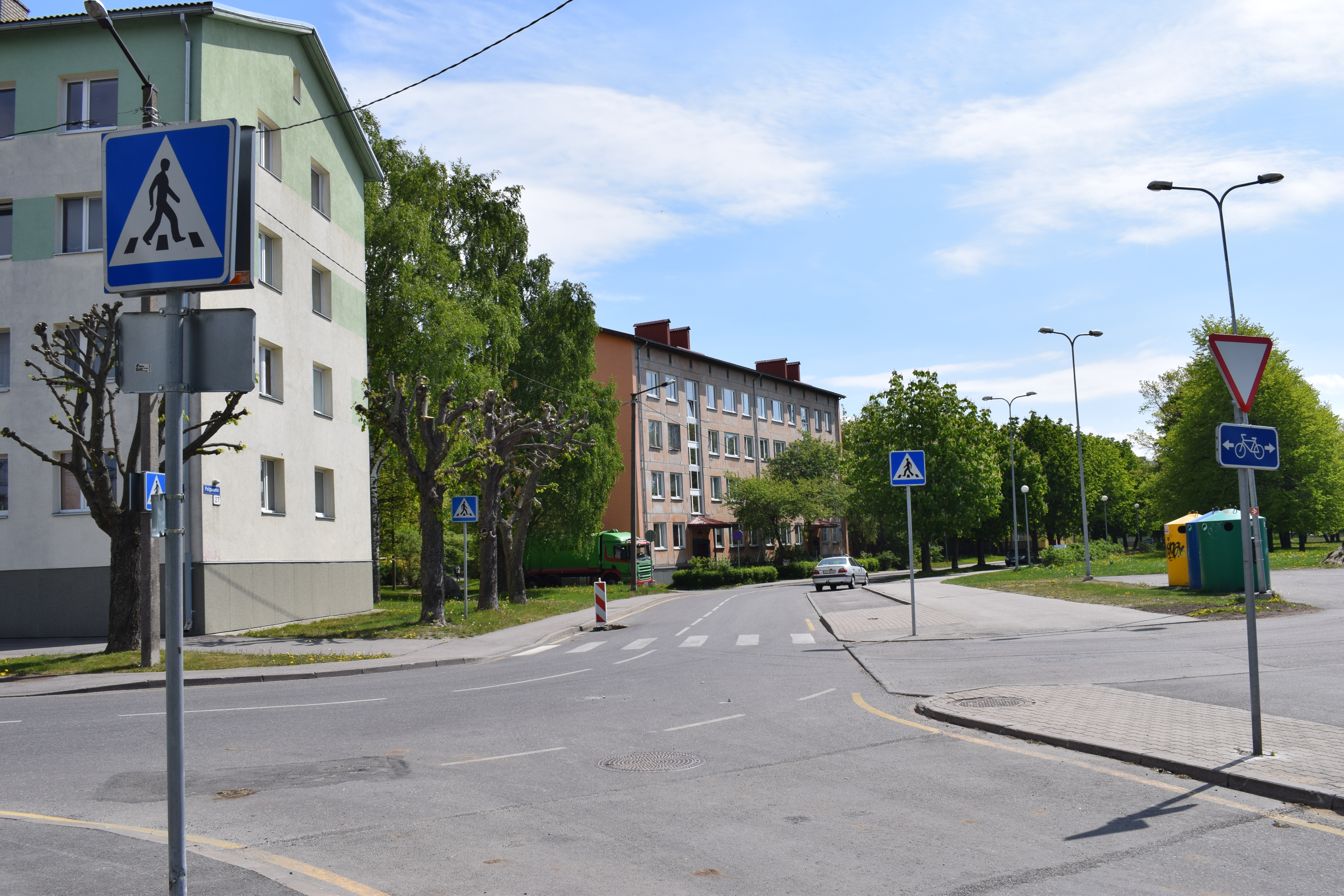
Перекрёсток с улицей Коплиранна
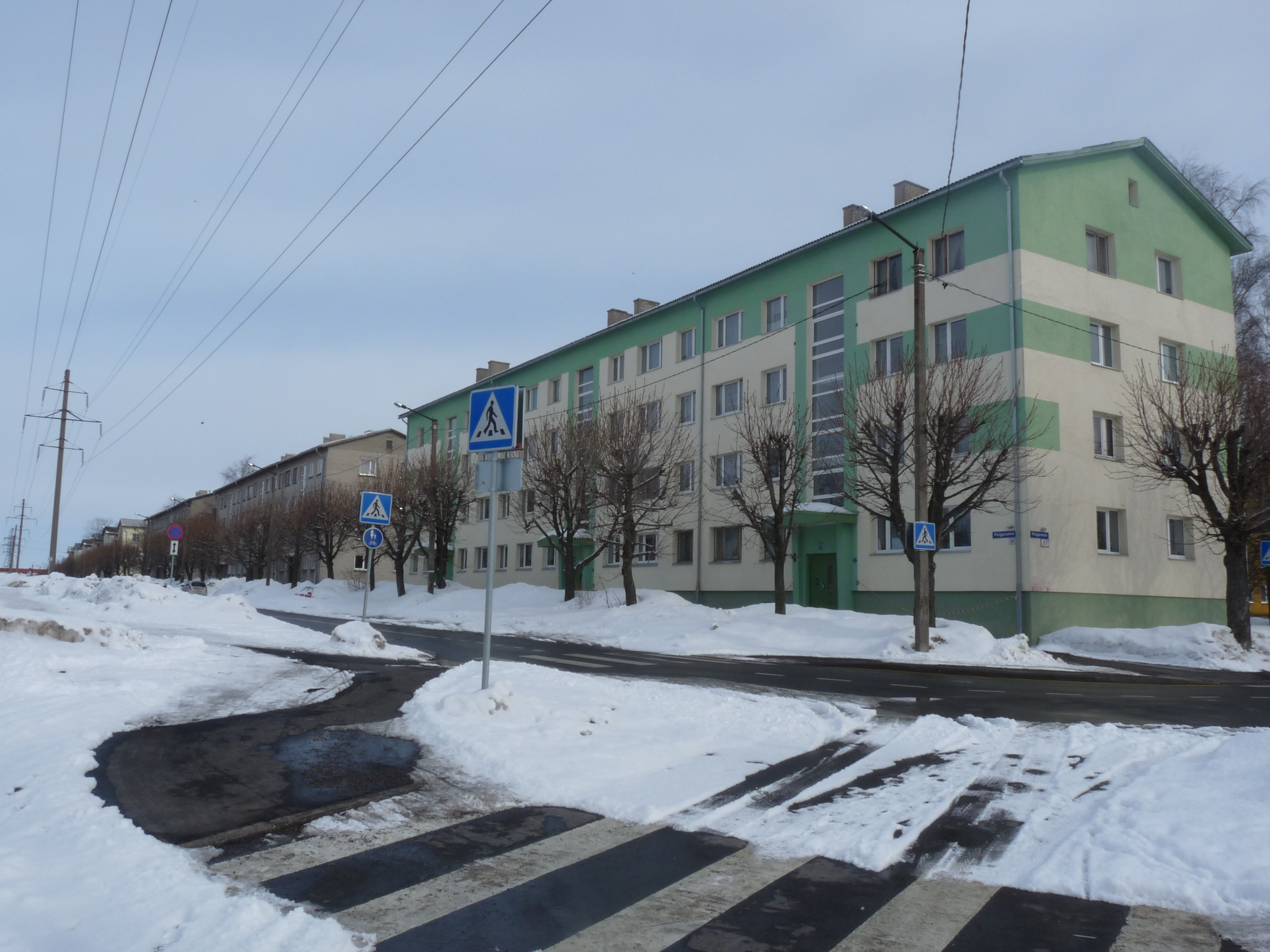
Дом 27
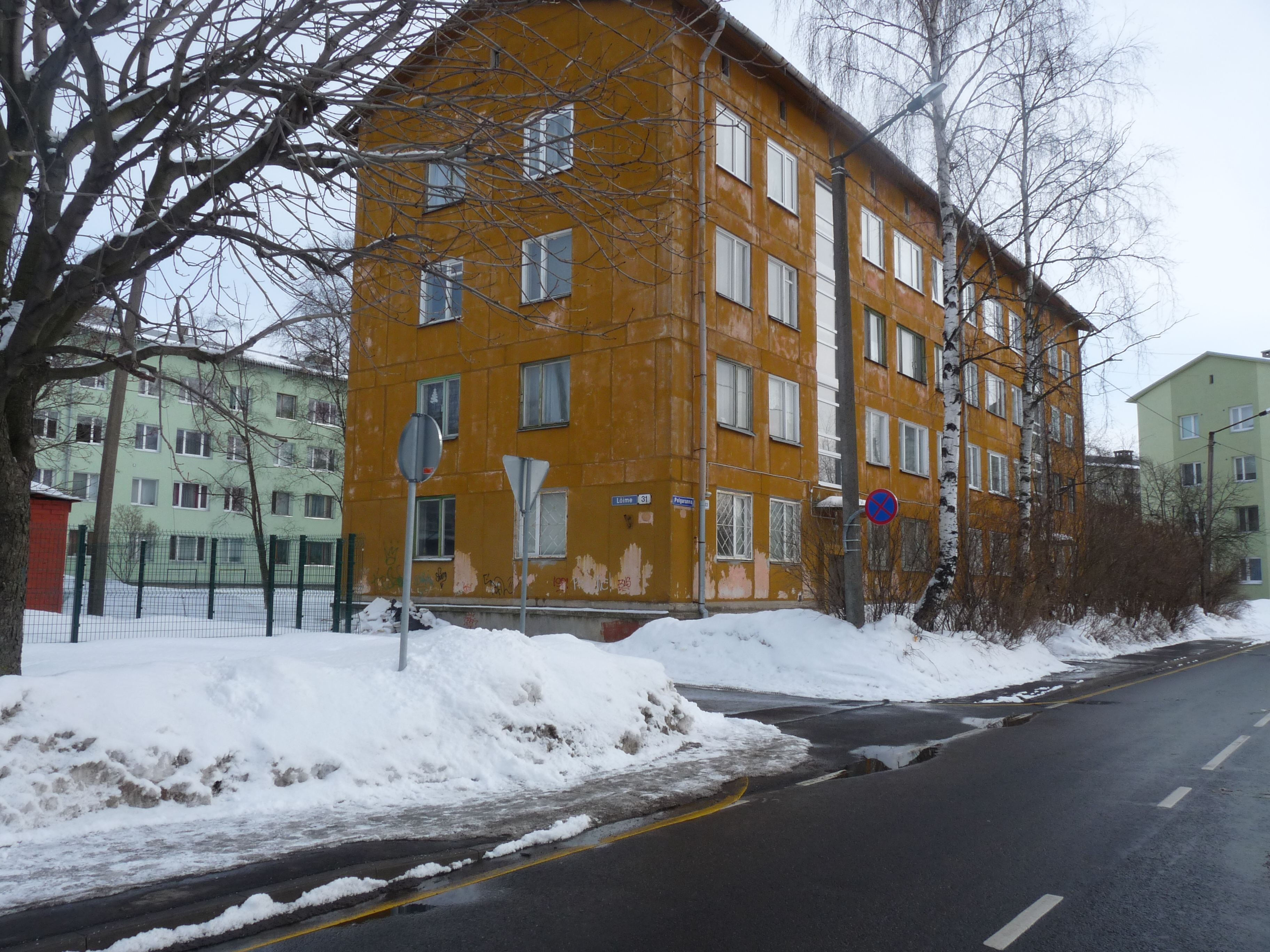
Дом 33
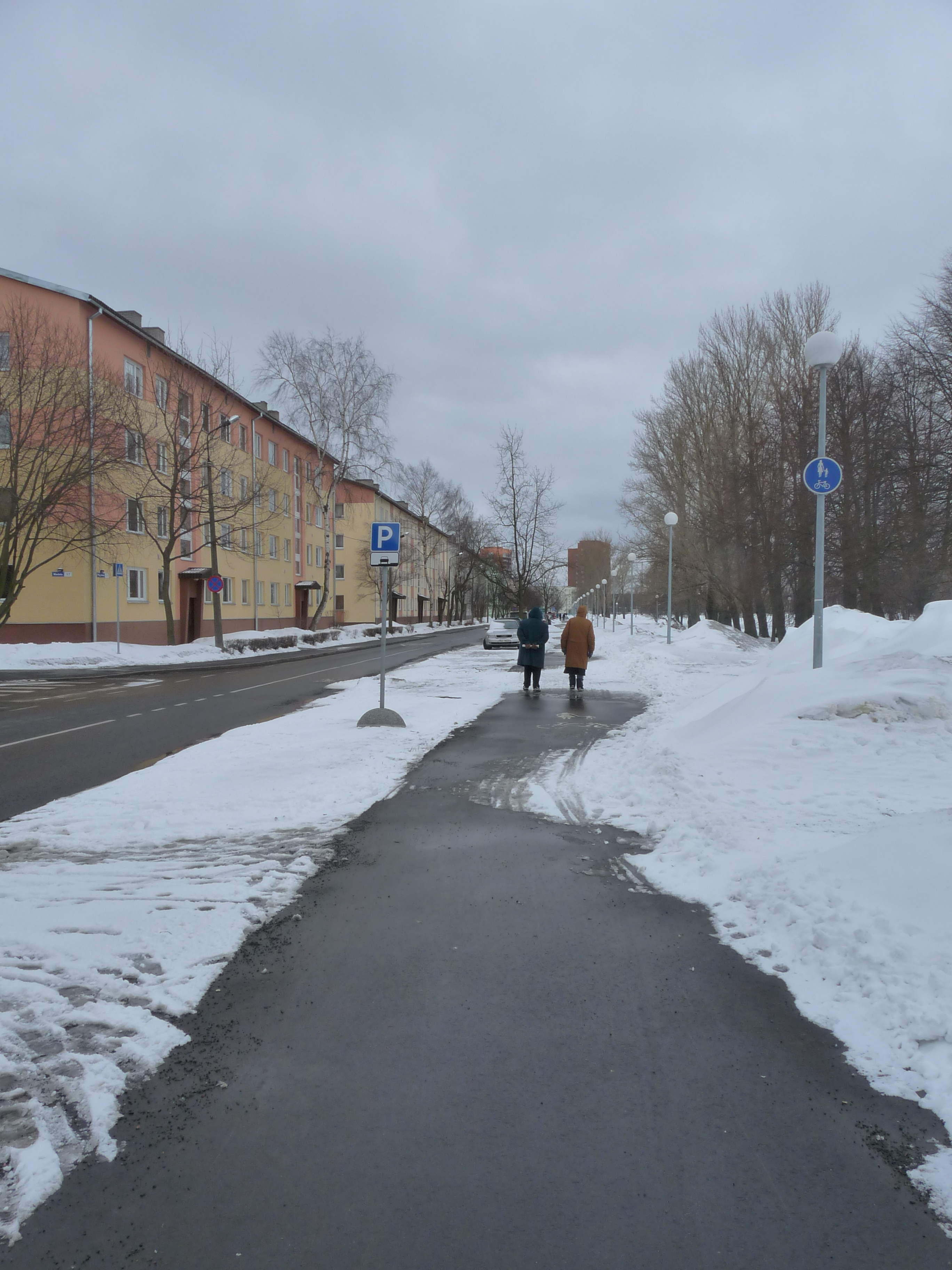
Дом 37 на перекрёстке с улицей Мадара
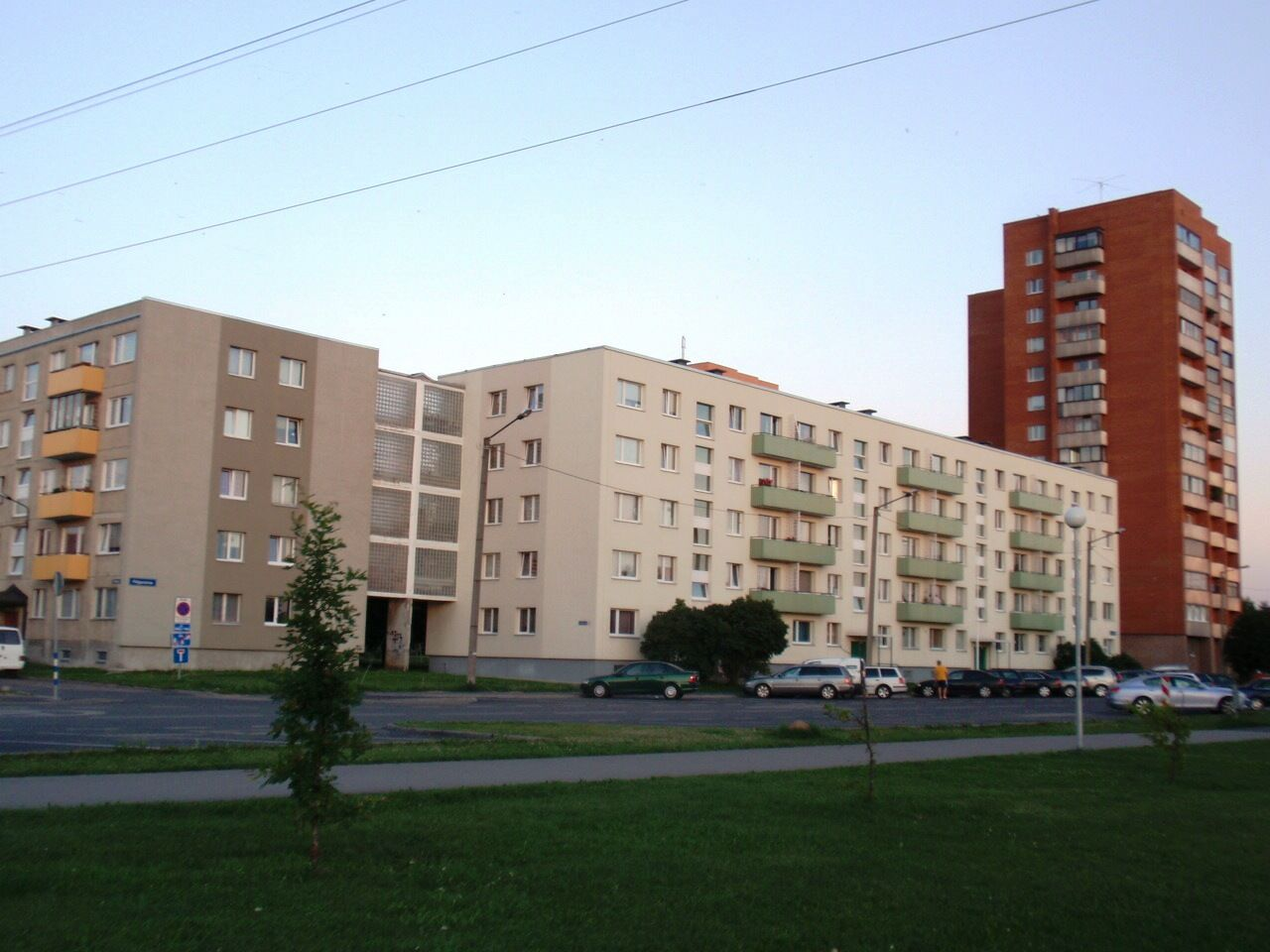
Дома 57 и 59

## Учреждения
- Дом 31 — Пелгураннаский опорный дом Таллинского Центра душевного здоровья (эст. Tallinna Vaimse Tervise Keskuse Pelguranna tugikodu).
- Дом 49 — Пелгураннаский детский сад.

## Общественный транспорт
По небольшому участку конечного отрезка улицы проходит маршрут городского автобуса № 66 (остановка «Supelranna»).